# Jean-Louis Zanon
Jean-Louis Zanon (Montauban, 30 de novembro de 1960) é um ex-futebolista profissional francês que atuava como meio-campo, campeão olímpico em Los Angeles 1984

## Carreira
Jean-Louis Zanon representou o seu país nos Jogos Olímpicos de Verão de 1984, conquistando a medalha de ouro.